# 195P/Хилла
Комета Хилла 1 (195P/Hill) — короткопериодическая комета из семейства Юпитера, которая впервые была обнаружена 22 ноября 2006 года американским астрономом Ричардом Хиллом в рамках обзора неба CSS. Она была описана как диффузный объект объект 19,3 m звёздной величины с небольшим хвостом 15 " угловых секунд длиной, протянувшимся на северо-запад.  Комета обладает довольно длительным периодом обращения вокруг Солнца — чуть менее 16,5 года.

Орбита кометы Хилла 1 и её положение в Солнечной системе

Спустя год после открытия астрономы Sergio Foglia, Robert Matson и Маура Томбелли обнаружили эту комету на более ранних снимках, полученных 21 июня 1992 года.

### Сближения с планетами
В течение XX и XXI веков комета лишь однажды подойдёт к Юпитеру ближе, чем на 1 а. е. 
- 0,69 а. е. от Юпитера 1 марта 2072 года.